# Law School
Die Juristenausbildung in den Vereinigten Staaten bezeichnet die erforderliche Ausbildung für den Zugang zu juristischen Berufen. Sie findet in weiten Teilen an einer sogenannten Law School statt. Diese ist die rechtswissenschaftliche Fakultät an Hochschulen in den Vereinigten Staaten und Kanada.

## Studieninhalt
Das typische Studium ist ein Aufbaustudium für Bachelor-Absolventen. Der vorherige Bachelor-Abschluss kann in einem beliebigen anderen Fach abgelegt werden, muss also nicht im Fach Rechtswissenschaften absolviert worden sein. Das Aufbaustudium dauert 3 Jahre und führt in der Regel zum Berufsdoktorat (Juris Doctor, J.D.), andere Abschlüsse sind jedoch auch möglich. Der J.D. ist nicht mit einer forschungsorientierten Promotion zu vergleichen; echte Doktorgrade sind der Doctor of Juridical Science (S.J.D.) in den USA bzw. Doctor of Laws (LL.D.) in Kanada. An einigen Law Schools ist auch der Master of Laws (LL.M.) möglich, meist jedoch nur für ausländische Juristen.

## Organisation
In den vergangenen Jahren haben europäische Hochschulen damit begonnen, ihre Juristenausbildung zu internationalisieren und teilweise englische Namen anzunehmen. Auch wenn sie sich „Law School“ nennen, ist deshalb jedoch noch nicht von einer ähnlichen Struktur auszugehen. Eine nordamerikanische Law School wie beispielsweise die Harvard Law School ist von der Hochschule im Regelfall weitaus unabhängiger als Jurafakultäten in Europa; auch ist sie in den überwiegenden Fällen autonomer als ein britisches College of Law. In Europa ist die Juristenausbildung stärker in die normale Universitätsstruktur eingegliedert. Law Schools hingegen sind auf größtmögliche Selbstverwaltung und eine eigene Identität bedacht. Die Konkurrenz ist sehr groß. Die Studiengebühren sind, oft auch abweichend von der Mutterhochschule, recht hoch.

## Anwaltszulassungsprüfung (Bar Examination)
Der Abschluss an einer Law School führt nicht unmittelbar zur Zulassung als Rechtsanwalt. Hierfür müssen die Absolventen zusätzlich eine Prüfung (bar examination) vor den Prüfungsausschüssen der juristischen Standesvereinigungen erfolgreich bestehen. Bei Erfolg kommt es zur admission to the bar, der Jurist wird Mitglied des Anwaltsstandes. In den USA gilt die Zulassung grundsätzlich nur für den Bundesstaat, in dem die Prüfung vorgenommen wurde. Jedoch haben sich weitgehend multistate standardized examinations durchgesetzt, die gemeinsame Prüfungsstandards vorsehen und die relativ komplikationslose Zulassung von Anwälten in allen Staaten ermöglichen. Die entsprechenden Vorschriften werden für die gesamten USA von der American Bar Association (ABA) geregelt.
Daher ist ein Jurastudium im Allgemeinen nur sinnvoll an Hochschulen, die von der American Bar Association akkreditiert sind. Ohne diese Akkreditierung ist die Zulassung als Rechtsanwalt faktisch fast unmöglich, es sei denn, in einem Bundesstaat greift eine Sonderregelung. Einige nicht-akkreditierte Hochschulen in Kalifornien – z. B. die Concord Law School, die ein reines Online-Fernstudium anbietet – bieten ein Jurastudium mit J.D.-Abschluss an, wodurch die Studenten zur Anwaltsprüfung in Kalifornien zugelassen sind. Außerhalb Kaliforniens dürfen diese Anwälte dann jedoch (noch) nicht rechtmäßig arbeiten (Ausnahme: reine Beratungstätigkeiten). Diese Zulassungsmöglichkeiten werden kontrovers diskutiert und vom juristischen Establishment überwiegend kritisch gesehen. Grundsätzlich gilt, dass amerikanische Law Schools ohne ABA-Akkreditierung im Zweifel als nicht seriös eingestuft werden sollten.